# Jean-Michel Charpentier
Pour les articles homonymes, voir Charpentier (homonymie).
Jean-Michel Charpentier, né le 28 février 1943 à Saint-Jean-de-Thouars et mort le 30 mars 2014 à Olonne-sur-Mer, est un linguiste français, spécialisé dans les langues du Pacifique et dans les créoles. De 1976 à 2011, il était chargé de recherches au LACITO-CNRS.

## Recherches

### Vanuatu
Jean-Michel Charpentier a commencé ses recherches dans l’archipel des Nouvelles-Hébrides, qui allaient devenir le Vanuatu en 1980.
Il porte d'abord son attention sur les langues océaniennes du sud de l'île de Malekula. Après avoir publié une grammaire du port-sandwich, il s'est ensuite consacré à un imposant atlas linguistique couvrant une région particulièrement multilingue: l’Atlas linguistique du Sud-Malekula (1982).

### Pidgins et créoles
En parallèle, Charpentier avait acquis une expertise dans le créole bichelamar (ou bislama), la langue véhiculaire de la jeune république du Vanuatu. Il figura parmi les premiers linguistes à y consacrer des travaux scientifiques. 
Charpentier allait alors consacrer une bonne partie de ses recherches sur les pidgins et les créoles – non seulement les créoles du Pacifique, mais également le créole portugais de Macau. Au fil de ces recherches sur les créoles, Charpentier retrouvait parfois des liens avec les dialectes poitevins de sa région natale,.

### Polynésie française

Carte sociolinguistique des langues polynésiennes, incorporant les résultats des travaux de J-M Charpentier et A. François sur la Polynésie française (zone orientale représentée en rose).

Jean-Michel Charpentier consacre les années 2004-2014 à l'exploration des langues polynésiennes parlées en Polynésie française. Avec le soutien de l'Université de la Polynésie française, il effectue de nombreux séjours de terrain à travers les différents archipels,.
Les données qu'il recueille alors vont servir à un nouvel atlas linguistique, qu'il coécrit avec le linguiste Alexandre François: l’Atlas linguistique de Polynésie française. Paru en 2015 – soit un an après son décès – cet ouvrage de 2566 pages, publié en libre accès, révèle la diversité linguistique méconnue de ce territoire polynésien : le tahitien, l'austral, le ra’ivavae, le rapa, le mangarévien, le pa’umotu et le marquisien,.
Il a été à l'origine de la lettre ouverte d'une cinquantaine de linguistes révélant le plagiat de Louise Peltzer, présidente de l'université de la Polynésie française au détriment d'Umberto Eco en 2000,.

## Publications choisies
- Jean-Michel Charpentier, La langue de Port-Sandwich (Nouvelles-Hébrides) : introduction phonologique et grammaire, Paris, Langues et Civilisations à Tradition Orale, coll. « SELAF », 1979a, 208 p. (ISBN 978-2-85297-056-4, lire en ligne)
- Jean-Michel Charpentier, Le Pidgin bislama(n) et le multilinguisme aux Nouvelles-Hébrides, Paris, Langues et Civilisations à Tradition Orale, coll. « SELAF », 1979b, 416 p. (ISBN 978-2-85297-056-4)
- Jean-Michel Charpentier, Atlas linguistique du Sud-Malekula — Linguistic Atlas of South Malekula (Vanuatu), Paris, Centre National de la Recherche Scientifique, 1982, 1897 p.
- Jean-Michel Charpentier, « Le substrat poitevin et les variantes régionales acadiennes actuelles », dans Claude Poirier et al., Langue, espace, société : Les variétés du français en Amérique du Nord, Sainte-Foy, Presses de l’Université Laval, 1994, p. 41–67.
- Jean-Michel Charpentier et Alexandre François, Atlas Linguistique de Polynésie Française — Linguistic Atlas of French Polynesia, Berlin/Papeete, De Gruyter/U.P.F., février 2015, 2562 p. (ISBN 978-3-11-026035-9, lire en ligne)
- Alexandre François et Éric Conte, « Hommage à Jean-Michel Charpentier », dans Jean-Michel Charpentier (†) & Alexandre François, Atlas Linguistique de Polynésie Française — Linguistic Atlas of French Polynesia, Berlin/Papeete, De Gruyter/U.P.F., février 2015 (lire en ligne), p. 7-10
- (en) Darrell Tryon et Jean-Michel Charpentier, Pacific Pidgins and Creoles : Origins, Growth and Development, Berlin/New York, De Gruyter, 2004, xix + 559 pp. (ISBN 3-11-016998-3, lire en ligne).